# Marsa Football Club
El Marsa Football Club es un equipo de fútbol de Malta que milita en la Primera División de Malta, la segunda liga de fútbol más importante del país.

## Historia
Fue fundado en el año 1921 en la ciudad de Marsa, que 1 año después cambió de nombre por el de Marsa United, el cual utilizaron por 10 años hasta regresar a su nombre anterior. Posee una rivalidad con el Hamrun Spartans FC en el llamado Derbi de Marsa. Sus mejores épocas fueron entre 1970 y 1980. Ha sido subcampeón de liga en 2 ocasiones y ha sido finalista en 1 torneo de Copa.
A nivel internacional ha participado en 1 torneo continental, siendo el primer equipo de Malta en jugar la Copa UEFA, en la temporada 1971/72, donde fue eliminado en la Primera Ronda por el Juventus FC de Italia.

## Palmarés
- Premier League de Malta: 0
  - Subcampeón: 2

1920/21, 1970/71
- Copa Maltesa: 0
  - Finalista: 1

1921
- Segunda División de Malta: 2

1956, 2016
- Division Two Cup: 1

1956

## Participación en competiciones de la UEFA
| Temporada | Torneo    | Ronda | Club        | Resultado             |
| --------- | --------- | ----- | ----------- | --------------------- |
| 1971/72   | Copa UEFA | 1     | Juventus FC | 2–4, 0–2 (2–6 global) |

## Jugadores

### Jugadores destacados
| - Freddie Abela - Kenneth Abela - Roderick Asciak - Minabo Asechemie - Graham Bencini - Charles Brincat - Ivan Casha - Gilbert Martin - Warren Chircop - Michael Cutajar - Ridha Dardouri | - Sunday Eboh - Anthony Evi-Parker - Anthony Ewurum - Denis Cauchi - Mark Marlow - Clive Mizzi - Nikolai Slavtchev - Raymond Xuereb - Emil Yanchev |

## Entrenadores
- Pawlu Fregieri (1957-¿?)
- Johnny Calleja (1970-¿?)
- Lucio Vinci (1971-1972)
- Twanny Rocco (1975-¿?)
- Joe Micallef (¿?-1992)
- Krasimir Manolov (1992-1993)
- Ilir Pelinku (?-julio de 2004)[4]
- Michael Molzahn (2004-2006)[4][5]
- Essien Mbong (2006)
- Edmond Lufi (2006-2007)[6]
- Michael Molzahn (2007-2008)
- David Pace (2012-2013)
- Malcolm Tirchett (2013-2014)
- David Carabott (2014-2015)
- Ivan Casha (2015-2017)
- Robert Magro (2017-2018)
- Borislav Giorev (2018-2019)
- Alfred Attard (2019)
- José Borg (2019-)